# Rödkaniner
Rödkaniner (Pronolagus) är ett släkte i familjen harar och kaniner som förekommer med fyra arter i Afrika.
Arter enligt IUCN:
- Större rödkanin (P. crassicaudatus) lever i sydöstra Sydafrika samt angränsande regioner som Lesotho, Swaziland och Moçambique.
- Jamesons rödkanin (P. randensis) finns i Namibia, Botswana, Zimbabwe och norra Sydafrika.
- Smiths rödkanin (P. rupestris) förekommer i östra och södra Afrika från Kenya till Sydafrika.
- Pronolagus saundersiae listades tidigare som underart till Smiths rödkanin. Den hittas i Sydafrika, Lesotho och Swaziland.

Arternas päls är tät, ullig och har en rödaktig färg. Den yviga svansen är rödbrun. Öronen är jämförelsevis små och extremiteterna är tydlig kortare i jämförelse med arter från släktet Lepus. De når en kroppslängd mellan 38 och 56 centimeter och en vikt mellan 1,3 och 3 kilogram.
Habitatet utgörs av klippiga områden samt av regioner med buskar och gräsmark i närheten av skogar. De är aktiva på natten och gömmer sig på dagen i bergssprickor, håligheter i träd eller tät vegetation. Under flykten utstöter de skrikiga läten för att förvirra fienden eller för att varna artfränder. Vanligtvis lever varje individ ensam men hos P. crassicaudatus iakttogs även mindre grupper. Å andra sidan syns de ofta tillsammans med klippgrävlingen (Procavia capensis). Födan utgörs huvudsakligen av gräs och kvistar.
Dräktigheten varar vanligen i en månad och per kull föds ett eller två ungdjur. Före födelsen skapar honan en bo av gräs och hår. Ungarna föds nakna och blinda.
I motsats till flera andra hardjur är populationerna i släktet Pronolagus ganska stora och de räknas inte som hotade.